# Lo Kuo-Chong

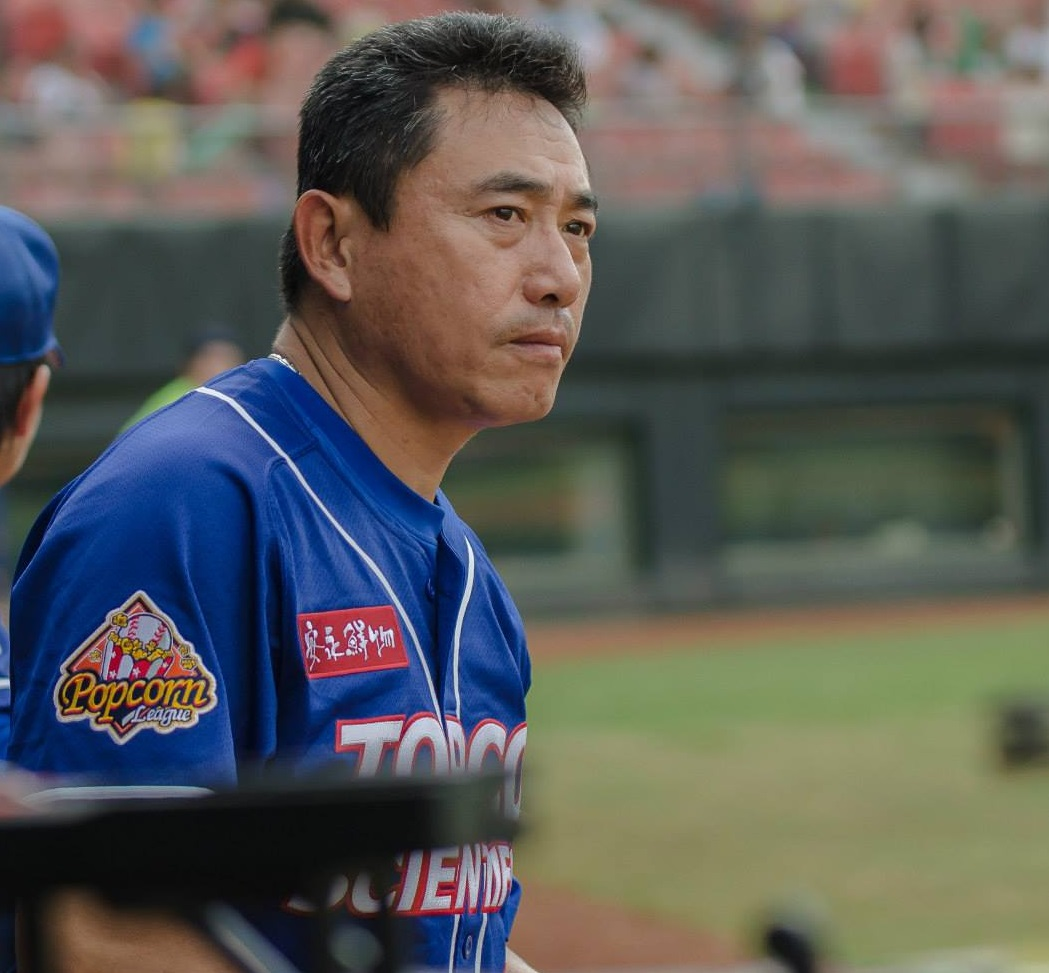
Lo Kuo-Chong

Detta är ett kinesiskt namn; familjenamnet är Lo.
Lo Kuo-Chong, även stavat Lo Kuo-Chang (förenklad kinesiska: 罗国璋; traditionell kinesiska: 羅國璋; pinyin: Luó Guózhāng), född den 16 september 1965 i Hsinchu på Taiwan, är en före detta basebollspelare som tog silver vid olympiska sommarspelen 1992 i Barcelona.